# Richard of Gravesend (Bischof von Lincoln)
Richard of Gravesend († 18. Dezember 1279 in Stow) war ein englischer Geistlicher. Ab 1258 war er Bischof von Lincoln. Während des Zweiten Kriegs der Barone unterstützte er die Adelsopposition gegen König Heinrich III.

## Herkunft und Aufstieg als Geistlicher
Richard of Gravesend entstammte einer Familie der Gentry aus Kent, die sich nach der Stadt Gravesend benannte und das nahe gelegene Gut von Parrocks in Milton besaß. Er studierte vermutlich in Oxford, wo er vor 1248 einen Abschluss als Magister machte. Bereits vor 1239 war er Schatzmeister der Kathedrale von Hereford geworden. Vor 1250 wurde er Archidiakon von Oxford. Vermutlich hatte er schon 1250 mit Bischof Robert Grosseteste eine Auslandsreise gemacht, deren Ziel jedoch nicht bekannt ist. 1254 wird er als Kaplan von Johannes von Toledo, Kardinalpriester von San Lorenzo in Lucina genannt, doch im August 1254 war er Dekan der Kathedrale von Lincoln, an der eine Pfründe erhielt. 1258 beauftragte ihn Papst Alexander IV., die Rechtmäßigkeit der Ansprüche von Osney Abbey auf die Kapelle St George-in-the-Castle in Oxford zu überprüfen.

## Bischof von Lincoln

### Unterstützer der Adelsopposition im Zweiten Krieg der Barone

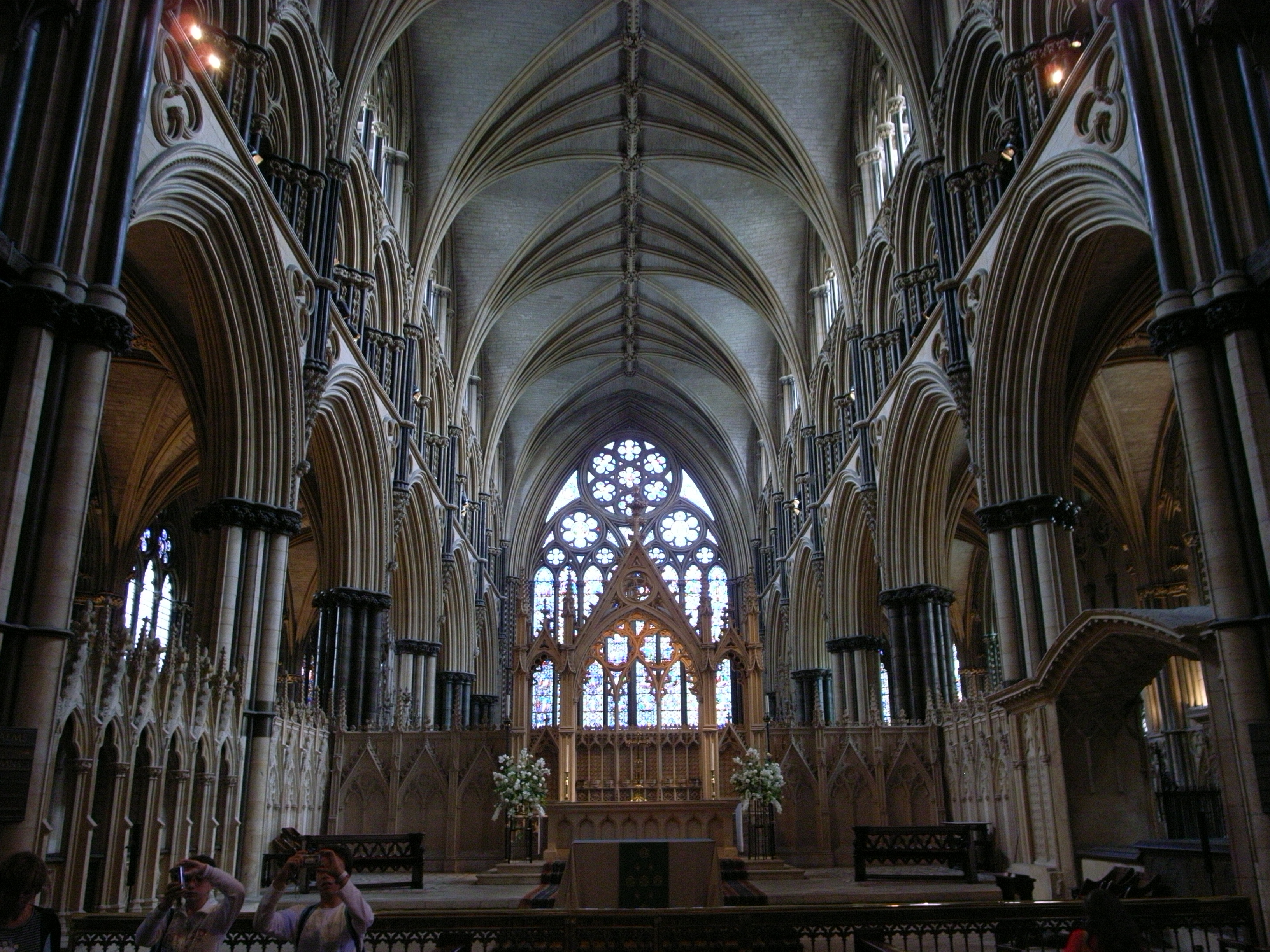
Der während der Amtszeit von Gravesend errichtete Angel Choir der Kathedrale von Lincoln

Am 21. oder am 23. September 1258 wurde Gravesend zum Bischof der Diözese Lincoln gewählt. König Heinrich III. bestätigte am 13. Oktober die Wahl und am 17. Oktober wurden ihm die Temporalien übergeben. Am 3. November wurde er in Canterbury von Erzbischof Bonifatius von Savoyen zum Bischof geweiht. Kurz danach reiste er zusammen mit Walter de Cantilupe, Bischof von Worcester, Simon de Montfort, 6. Earl of Leicester und Richard de Clare, 2. Earl of Gloucester nach Frankreich. Nach anfänglichen Verhandlungen in Cambrai konnten sie im Mai einen Friedensvertrag erreichen, der als Vertrag von Paris im Dezember 1259 von Heinrich III. bestätigt wurde. Da Gravesend Weihnachten am Königshof verbrachte, war Gravesend möglicherweise zuvor zur Bestätigung des Vertrags erneut mit nach Frankreich gereist. Gegen die Politik des Königs hatte sich eine Adelsopposition gebildet, zu deren Führern der Earl of Leicester und zeitweise auch der Earl of Gloucester gehörten. Auch Gravesend wurde zunehmend in den Konflikt verwickelt. Von 1261 bis 1262 war er noch ins italienische Viterbo gereist, wo er möglicherweise Papst Urban IV. die Treue schwor. Am 4. Juli 1263 wurde er zusammen mit Henry of Sandwich, Bischof von London und Roger de Meuland, Bischof von Coventry und Lichfield beauftragt, in dem Konflikt zwischen dem König und der Adelsopposition zu vermitteln. Beide Parteien wollten schließlich in dem Konflikt einen Schiedsspruch des französischen Königs Ludwig IX. akzeptieren. Als dieser den Konflikt im Mise of Amiens im Januar 1264 zugunsten des englischen Königs entschied, kam es zum offenen Zweiten Krieg der Barone gegen den König. Dabei sympathisierte Gravesend offensichtlich mit der Adelsopposition, weshalb Heinrich III. über ihn eine Strafe von 500 Mark verhängte, weil er die bischöflichen Burgen Newark und Sleaford nicht dem König übergeben hatte. Nach dem Sieg der Adelsopposition und der Gefangennahme des Königs in der Schlacht von Lewes nahm Gravesend im Juni 1264 an der Parlamentsversammlung in London teil, durch die das Reich befriedet werden sollte. Im Herbst 1264 begleitete Gravesend den in der Gewalt der Adelsopposition befindlichen König nach Canterbury. Dazu sollte er zusammen mit zwei weiteren Bischöfen die Plünderungen von Kirchenbesitz während des Kriegs der Barone untersuchen. Im Januar 1265 nahm er an De Montfort’s Parliament teil. Im August 1265 konnte die königliche Partei die Adelsopposition in der Schlacht von Evesham vernichtend schlagen, womit der Krieg der Barone zugunsten des Königs entschieden war. Als wenig später der päpstliche Legat Ottobono in England eintraf, wurde Gravesend als einer von vier Bischöfen wegen Unterstützung der Adelsopposition suspendiert. Im Gegensatz zu den Bischöfen Henry of Sandwich, John Gervase und Stephen Bersted wurde Gravesend offensichtlich milder behandelt. Er durfte sich mit dem König aussöhnen und reiste im Dezember 1266 zur Kurie, um vom Papst die Aufhebung seiner Suspension zu erreichen. Im Oktober 1267 kehrte er nach England zurück und übernahm wieder die Verwaltung seiner Diözese.

### Weitere Tätigkeit als Bischof
Im April 1268 nahm Gravesend wahrscheinlich an dem Konzil in der Londoner St Paul’s Cathedral teil, bei dem Legat Ottobono eine Reform der englischen Kirche beschließen ließ. Im Oktober 1269 nahm er mit anderen Bischöfen an einer Kirchenratsversammlung im Londoner New Temple teil, bei der die Prälaten Einwände gegen eine vom König geforderte finanzielle Unterstützung erhoben. Um ihre Stellung zu stärken, beschlossen sie, sich an den Papst zu wenden.
Zwischen Dezember 1270 und März 1272 unternahm Gravesend erneut eine Auslandsreise, deren Zweck und Ziel unbekannt ist. Danach widmete er sich vornehmlich der Verwaltung seiner Diözese, was er pflichtbewusst und fleißig versah. Er sorgte dafür, dass für Pfründeninhaber Pfarrvikare bestellt wurden, die die Seelsorge in den Pfarreien übernahmen, und kümmerte sich auch häufig um die Versorgung von Kaplänen in abgelegenen Dörfern. In jeder Fastenzeit fanden zwei Zeremonien statt, während der neue Priester geweiht wurden. In seiner ausgedehnten Diözese unternahm er alle drei Jahre eine Rundreise, während der er kirchliche Streitfälle entschied. Bereits 1262 oder 1263 hatte Gravesend seinem namensgleichen mutmaßlichen Verwandten Richard of Gravesend, dem späteren Bischof von London, eine Pfründe an der Kathedrale von Lincoln verschafft. 1274 nahm Gravesend nicht am Konzil von Lyon teil, und 1275 bestand Erzbischof John Pecham wegen der schlechten Gesundheit Gravesends auf der Ernennung eines Koadjutors. Seine Gesundheit verbesserte sich aber wohl wieder, denn noch 1279 nahm er an der Kirchenratsversammlung in Reading teil, bei dem gemäß der Ergebnisse des Konzils von Lyon viele Beschlüsse zur Reform der Kirche verkündet wurden. Offenbar verstand Gravesend jedoch einige der gefassten Beschlüsse falsch, denn er versuchte in der Folge übereifrig, Ämterhäufung bei Geistlichen zu unterbinden. Dafür wurde er von Erzbischof John Pecham streng getadelt.
Zu seinem Kathedralkapitel hatte Gravesend vermutlich ein gutes Verhältnis gehabt. Während seiner Amtszeit als Dekan und als Bischof entstand der prächtige Angel Choir der Kathedrale von Lincoln, der zur Zeit seines Todes fast fertiggestellt war. Er starb auf dem bischöflichen Gut von Stow. In seinem Testament stiftete er der Kathedrale verschiedene liturgische Gewänder und Geräte. Dem Kathedralpriorat von Rochester vermachte er ein oder zwei Bücher. Er wurde in der Kathedrale von Lincoln begraben.